# I doni
I doni (Gifts) è il titolo di un romanzo fantasy della scrittrice statunitense Ursula K. Le Guin pubblicato nel 2004.
In Italia è stato pubblicato dalle Edizioni Nord, nella traduzione di Riccardo Valla.